# Con aroma de mujer
Con aroma de mujer es el primer trabajo discográfico de Las Diosas del Vallenato en la voz de Patricia Teherán y el acordeón de Maribel Cortina grabado por la compañía Codiscos y publicado el 3 de agosto de 1994 entre sus éxitos están: Tarde lo conocí  de Omar Geles, Eres todo de mi de Jorge Valbuena, Enamorate de mi de Gabriel Hinestroza, Endulzame la vida de Iván Ovalle, Todo daría por ti de Jorge Celedón, Amor de papel de Romualdo Brito, Acaso no me crees de Aurelio Nuñez, Volví a fallar de Fabián Corrales y Dueño de mi pasión en donde Patricia Teherán se destaca en su primera composición.

## Detalles del álbum
En la carátula Patricia Teherán se muestra donde aparece sentada en una motocicleta del estilo Harley Davison en donde le da la alusión del trabajo discográfico que se convertiría en rotundo éxito por toda Colombia y Venezuela.

## Arreglos musicales y dirección
El trabajo se dio por parte de Darío Valenzuela conocido como "El Brujo de la Consola" para la modernización de las canciones que ya serían incluidas en parte de la producción, también estuvieron Polacho Soto e Iván Calderón.

## Canciones
- 01. Tarde lo conocí (Omar Geles) 4:51
- 02. Amor de papel (Romualdo Brito) 3:48
- 03. Eres todo de mí (Jorge Valbuena) 4:25
- 04. Enamórate de mí (Gabriel Hinestroza) 4:02
- 05. Acaso no me crees (Aurelio Núñez) 4:11
- 06. Todo daría por ti (Jorge Celedón) 4:45
- 07. Siempre conmigo (Franklin Moya) 4:15
- 08. Volví a fallar (Fabián Corrales) 3:45
- 09. Dueño de mi pasión (Patricia Teherán) 3:22
- 10. Endulzame la vida (Iván Ovalle) 4:20

## Créditos
- Voz líder: Patricia Teherán
- Acordeón: Maribel Cortina
- Coros: Rosalba Chico González (1ª Voz), Jenny Suárez (2ª Voz) Baudilia Gutiérrez (3ª Voz)
- Caja: Emira Herrera
- Guaharaca: Luz Mary Escobar
- Congas: Maryoris Mejía
- Timbal: Aufemia Álvarez
- Guitarra: Minerva Romero
- Bajo: Giovanni Gutiérrez
- Asistentes: Luis Carlos Castillo, Nelson Gaviria, Carlos Teherán
- Artista Invitado: Omar Geles
- Bombos y Trombones: Darío Valenzuela
- Dirección Artística: Polacho Soto, Iván Calderón
- Animador: Oswaldo Jiménez
- Grabación y Mezcla: Darío Valenzuela
- Producción ejecutiva: Fernando López Henao

## Disco de oro
Ganó su primer disco de oro por el mayor número de sus ventas durante toda la temporada, en particular por el tema Tarde lo conocí en la voz de Patricia Teherán.

## Filmografía
El tema Tarde lo conocí formó parte de la banda sonora de la serie protagonizada por María Elisa Camargo, quien interpretó a Patricia Teherán, en la serie homónima, transmitida por el Canal Caracol en 2017.
- Datos: Q85866754